# Vito Vattuone
Vito Vattuone (Casarza Ligure, 25 dicembre 1958) è un politico italiano, sindaco di Casarza Ligure dal 1993 al 2004, dal 2013 al 2022 è stato senatore della Repubblica per il Partito Democratico.

## Biografia
Di professione impiegato bancario, è sposato e ha due figlie. A Casarza Ligure è stato consigliere comunale dal 1990 fino al 1995, dove è stato capogruppo nella Democrazia Cristiana fino al 1993. Poi sindaco per due mandati dal 1995 al 2004. Consigliere regionale dal 2008 al 2010 nella giunta Burlando.
Alle elezioni politiche del 2013 viene candidato al Senato della Repubblica, tra le liste del Partito Democratico (PD) nella circoscrizione Liguria in quinta posizione, venendo eletto senatore come ultimo degli eletti. Nella XVII legislatura della Repubblica è stato membro della 4ª Commissione Difesa, della delegazione italiana presso l'Assemblea parlamentare della NATO e della Comitato parlamentare di controllo sull'attuazione dell'accordo di Schengen, di vigilanza sull'attività di Europol, di controllo e vigilanza in materia di immigrazione.
Presentate 90 firme di componenti dell'assemblea regionale del PD, nel febbraio 2017 è il candidato unico a segretario regionale del partito non essendo arrivate altre candidature, venendo così eletto il 18 marzo.
Alle elezioni politiche del 2018 viene ricandidato al Senato, tra le liste del PD nel collegio plurinominale Liguria - 01, risultando rieletto senatore. Nel corso della XVIII legislatura ha fatto parte della 4ª Commissione Difesa e della delegazione italiana all'Assemblea parlamentare della Organizzazione per la sicurezza e la cooperazione in Europa (OSCE).
In vista delle elezioni primarie del PD del 2019 sostiene la mozione del segretario uscente Maurizio Martina, ex ministro delle politiche agricole nei governi Renzi e Gentiloni e rappresentante l'area "filo-renziana" del partito, che risulterà perdente arrivando secondo con il 22% dei voti dietro a Nicola Zingaretti (66%). Nel dicembre 2019 si dimette da segretario regionale del PD in Liguria, dopo essere finito in minoranza alle primarie con l’ascesa di Zingaretti alla segreteria del partito, venendo sostituito da Simone Farello.

## Procedimenti giudiziari
Il 22 settembre 2017 gli viene notificato l'avviso di conclusione delle indagini preliminari poiché accusato di peculato in relazione a un filone del caso delle "Spese pazze" che ha coinvolto altri consiglieri regionali liguri per quanto riguarda la legislatura 2005-2010 (lui era subentrato nel 2008). L’11 dicembre 2019 il PM chiede per Vattuone una condanna a 2 anni e 4 mesi di reclusione.
Il 2 gennaio 2019 la Corte dei Conti della Liguria, dopo una contestazione complessiva da 58.000 € datata 14 luglio 2017, condanna Vattuone e altri 9 ex consiglieri regionali del PD a risarcire il danno per spese non giustificate adeguatamente o considerate non inerenti all'attività politica in relazione ai primi 5 mesi del 2010. Nel dicembre dello stesso anno vengono condannati dalla Corte dei Conti a risarcire 9.000 euro a testa per le spese effettuate nel 2008.
Il 13 dicembre 2022 la Corte d’Appello assolve per intervenuta prescrizione tutti i 19 indagati del caso delle spese pazze.